# Dr. House (1. řada)
První řada televizního seriálu Dr. House měla v USA premiéru 16. listopadu 2004.  Televize Fox ji vysílala do 24. května 2005. Seriál sleduje příběhy Dr. Gregoryho House a jeho týmu při řešení lékařských případů.

## Obsazení a postavy

### Hlavní postavy
- Hugh Laurie jako Dr. Gregory House
- Lisa Edelstein jako Dr. Lisa Cuddyová
- Omar Epps jako Dr. Eric Foreman
- Robert Sean Leonard jako Dr. James Wilson
- Jennifer Morrisonová jako Dr. Allison Cameronová
- Jesse Spencer jako Dr. Robert Chase

### Vedlejší postavy
- Chi McBride jako Edward Vogler (5 epizod)
- Sela Ward jako Stacy Warner (2 epizody)
- Currie Graham jako Mark Warner

### Hostující postavy
Jennifer Stone, Peter Graves, Carmen Electra, Robin Tunney, Kevin Zegers, Faith Prince, Elizabeth Mitchell, Sonya Eddy, Dominic Purcell, Roxanne Hart, Kurt Fuller, Shirley Knight, Mike Starr, Brandy, Leslie Hope, Scott Foley, Nestor Carbonell, Patrick Bauchau, Sarah Clarke, Joe Morton, Marin Hinkle, Michael A. Goorjian, Eddie McClintock, Sam Trammel Skye McCole Bartusiak, John Cho, Andrew Keegan, Daryl Sabara, a Currie Graham.

## Díly
| Č. v seriálu                                                                                                   | Č. v řadě | Původní název       | Český název        | Režie                 | Scénář                            | Premiéra v USA     | Premiéra v ČR      |
| --- | --------- | ------------------- | ------------------ | --------------------- | --------------------------------- | ------------------ | ------------------ |
| 1 | 1         | Pilot               | Pilotní díl        | Bryan Singer          | David Shore                       | 16. listopadu 2004 | 4. října 2006      |
| Konečná diagnóza: tasemnice dlouhočlenná (neurocysticerkóza)                                                   |           |                     |                    |                       |                                   |                    |                    |
| 2 | 2         | Paternity           | Otázka rodičovství | Peter O'Fallon        | Lawrence Kaplow                   | 23. listopadu 2004 | 11. října 2006     |
| Konečná diagnóza: nákaza zmutovaným virem spalniček                                                            |           |                     |                    |                       |                                   |                    |                    |
| 3 | 3         | Occam's Razor       | Occamova břitva    | Bryan Singer          | David Shore                       | 30. listopadu 2004 | 18. října 2006     |
| Konečná diagnóza: požití kolchicinu                                                                            |           |                     |                    |                       |                                   |                    |                    |
| 4 | 4         | Maternity           | Mateřství          | Newton Thomas Sigel   | Peter Blake                       | 7. prosince 2004   | 25. října 2006     |
| Konečná diagnóza: infekce echovirem 11                                                                         |           |                     |                    |                       |                                   |                    |                    |
| 5 | 5         | Damned If You Do    | Jeptiška           | Greg Yaitanes         | Sara B. Cooper                    | 14. prosince 2004  | 1. listopadu 2006  |
| Konečná diagnóza: alergie na měď                                                                               |           |                     |                    |                       |                                   |                    |                    |
| 6 | 6         | The Socratic Method | Sokratovská metoda | Peter Medak           | John Mankiewicz                   | 21. prosince 2004  | 8. listopadu 2006  |
| Konečná diagnóza: Wilsonova choroba                                                                            |           |                     |                    |                       |                                   |                    |                    |
| 7 | 7         | Fidelity            | Věrnost            | Bryan Spicer          | Thomas L. Moran                   | 28. prosince 2004  | 15. listopadu 2006 |
| Konečná diagnóza: africká spavá nemoc (tripanosomiáza)                                                         |           |                     |                    |                       |                                   |                    |                    |
| 8 | 8         | Poison              | Jed                | Guy Ferland           | Matt Witten                       | 25. ledna 2005     | 22. listopadu 2006 |
| Konečná diagnóza: otrava fosdrinem                                                                             |           |                     |                    |                       |                                   |                    |                    |
| 9 | 9         | DNR                 | Nechat zemřít      | Frederick King Keller | David Foster                      | 1. února 2005      | 29. listopadu 2006 |
| Konečná diagnóza: malformace ztlačující nerv                                                                   |           |                     |                    |                       |                                   |                    |                    |
| 10 | 10        | Histories           | Anamnéza           | Dan Attias            | Joel Thompson                     | 8. února 2005      | 6. prosince 2006   |
| Konečná diagnóza: vzteklina                                                                                    |           |                     |                    |                       |                                   |                    |                    |
| 11 | 11        | Detox               | Absťák             | Nelson McCormick      | Lawrence Kaplow a Thomas L. Moran | 15. února 2005     | 13. prosince 2006  |
| Konečná diagnóza: akutní otrava naftalenem                                                                     |           |                     |                    |                       |                                   |                    |                    |
| 12 | 12        | Sports Medicine     | Sportovní medicína | Keith Gordon          | John Mankiewicz a David Shore     | 22. února 2005     | 20. prosince 2006  |
| Konečná diagnóza: otrava kadmiem                                                                               |           |                     |                    |                       |                                   |                    |                    |
| 13 | 13        | Cursed              | Prokletý           | Daniel Sackheim       | Matt Witten a Peter Blake         | 1. března 2005     | 8. ledna 2007      |
| Konečná diagnóza: lepra a anthrax                                                                              |           |                     |                    |                       |                                   |                    |                    |
| 14 | 14        | Control             | Sebeovládání       | Randy Zisk            | Lawrence Kaplow                   | 15. března 2005    | 15. ledna 2007     |
| Konečná diagnóza: bulimie                                                                                      |           |                     |                    |                       |                                   |                    |                    |
| 15 | 15        | Mob Rules           | Zákon mafie        | Tim Hunter            | David Foster a John Mankiewicz    | 22. března 2005    | 22. ledna 2007     |
| Konečná diagnóza: reakce na bílkoviny a předávkování estrogenem                                                |           |                     |                    |                       |                                   |                    |                    |
| 16 | 16        | Heavy               | Zátěž Těžká váha   | Fred Gerber           | Thomas L. Moran                   | 29. března 2005    | 29. ledna 2007     |
| Konečná diagnóza: Cushingův syndrom                                                                            |           |                     |                    |                       |                                   |                    |                    |
| 17 | 17        | Role Model          | Nečekaná pravda    | Peter O'Fallon        | Matt Witten                       | 12. dubna 2005     | 5. února 2007      |
| Konečná diagnóza: požití léku na epilepsii, který dostával v dětství                                           |           |                     |                    |                       |                                   |                    |                    |
| 18 | 18        | Babies & Bathwater  | Nová generace      | Bill Johnson          | Peter Blake a David Shore         | 19. dubna 2005     | 12. února 2007     |
| Konečná diagnóza: sraženina a následné krvácení do břišní dutiny                                               |           |                     |                    |                       |                                   |                    |                    |
| 19 | 19        | Kids                | Děti               | Deran Sarafian        | Thomas L. Moran a Lawrence Kaplow | 3. května 2005     | 19. února 2007     |
| Konečná diagnóza: trombotická trombocytopenická purpura vyvolaná těhotenstvím                                  |           |                     |                    |                       |                                   |                    |                    |
| 20 | 20        | Love Hurts          | Láska bolí         | Bryan Spicer          | Sara B. Cooper                    | 10. května 2005    | 26. února 2007     |
| Konečná diagnóza: infekce čelisti                                                                              |           |                     |                    |                       |                                   |                    |                    |
| 21 | 21        | Three Stories       | Tři příběhy        | Paris Barclay         | David Shore                       | 17. května 2005    | 5. března 2007     |
| Konečná diagnóza: streptokoková infekce (farmář), osteosarkom (volejbalista), infarkt stehenního svalu (House) |           |                     |                    |                       |                                   |                    |                    |
| 22 | 22        | Honeymoon           | Líbánky            | Frederick King Keller | Lawrence Kaplow a John Mankiewicz | 24. května 2005    | 12. března 2007    |
| Konečná diagnóza: porfyrie                                                                                     |           |                     |                    |                       |                                   |                    |                    |